# Pajonal Porte Baja
Pajonal Porte Baja är en ort i Mexiko.   Den ligger i kommunen Tapilula och delstaten Chiapas, i den sydöstra delen av landet, 700 km öster om huvudstaden Mexico City. Pajonal Porte Baja ligger 1 007 meter över havet och antalet invånare är 131.
Terrängen runt Pajonal Porte Baja är kuperad söderut, men norrut är den bergig. Runt Pajonal Porte Baja är det ganska tätbefolkat, med 86 invånare per kvadratkilometer. Närmaste större samhälle är Pueblo Nuevo Jolistahuacan, 13,6 km sydost om Pajonal Porte Baja. I omgivningarna runt Pajonal Porte Baja växer i huvudsak städsegrön lövskog.